# Nobuyuki Takahashi
Nobuyuki Takahashi (jap. 高橋 信之, Takahashi Nobuyuki; * 30. April 1957 in der Präfektur Tokio) ist ein japanischer Filmregisseur und Produzent.

## Leben
Takahashi ist auf den Gebieten der Veröffentlichungen, Werbung und Entwicklung von Produkten und Bildmedien tätig und arbeitet als Produzent und Planer. Zu seinen Themenschwerpunkten gehören „Leben in der Zukunft“, „Wissenschaft und Industrie“, „Unterhaltung und Kommunikation“ sowie „Internationale Kommunikation“. Hauptthema seiner eigenen Motive ist der „Traum des Jungen“ (Boy’s Dream). Takahashis Betätigungsfelder liegen insbesondere in den Bereichen Animation, Science-Fiction-Filme, Videospiele, Spielzeug und digitale Geräte. Er arbeitet mit mehreren Magazinen, Redakteuren, Designern und Regisseuren zusammen. Takahashi gründete das Verlags- und Bilddesignstudio „Studio Hard Deluxe“, dessen Präsident er ist. Des Weiteren ist er Präsident der „Cyber-Dyne“ und der „Transmedia Corporation“. Er ist darüber hinaus in einigen Bildproduktionsfirmen, Castingunternehmen und andere Firmen (wie „Gainax“, „Napalm Films“ oder „Crowd“) als Berater tätig. Takahashi ist Mitglied des Exekutivkomitees der „Tokyo International Anime Fair“ und Leiter der „Japan Animation Creators Association“. Zudem prägte er den Begriff Cosplay.
Takahashi war bei mehreren Anime-Conventions zu Gast, unter anderem bei der „Anime Expo“ in Kalifornien, der „Animazement“ in North Carolina, der „A-Kon“ in Dallas, der „Nandesukan“ in Denver Colorado, der „Seoul Charakter and Anime Fair“ und der „Seoul Licensing Fair“ in Seoul sowie der „Cos Festa“ in Singapur.
Nobuyuki Takahashi ist verheiratet mit der Mangaka Maki Hoshizaki.

## Werke
- Akira: Mechanics. Bandai Shuppan.
- SF Shinseiki Lensman. Kodansha.
- Anime Business Handbook. Tokyo International Anime Fair.
- Ultraman vs. Kamen Rider. (Originaltitel: Urutoraman tai kamen raidā) Bungei Shunju, ISBN 4-163-47170-7.
- Godzilla vs. The Self-Defence Forces. Take Shobo.
- Astro Boy Encyclopedia. Futabasha.
- Dragon Quest – Official Guide Book. Enix Shuppan.
- Media World. Takarajima-sha.
- Riders’ Bible. Kodansha.
- Lupin III – Game Book. Futabasha.
- Lupin III – The Castle of Cagliostro. Futabasha.
- Arcadia of my youth – Anime Mook. Shueisha.

## Filmografie
- 1994: Zeiramu 2
- 2000: Burisuta
- 2002: Invasion: Anime
- 2002: Dark Water (Schnitt)

Weitere Animes
- Akakichi no Eleven (Produzent)
- Juon: The Grudge (Filmbearbeitung)
- Juon: The Grudge 2 (Filmbearbeitung)
- Lupin III: Bye Bye Liberty Crisis (Special, Animation)
- Otoko Ippiki Gaki Daisho (Produzent)
- Ringu (Drehbuch)
- Ringu 2 (Drehbuch)